# 義大利入侵阿爾巴尼亞
義大利入侵阿爾巴尼亞（1939年4月7日—4月12日）是義大利對阿爾巴尼亞採取的一個非常簡單的軍事行動，該衝突是義大利獨裁者貝尼托·墨索里尼之擴張政策的結果，阿爾巴尼亞很快便被義大利佔領，其國王佐格一世流亡國外，而整個國家則變成義大利的被保护国。

## 背景

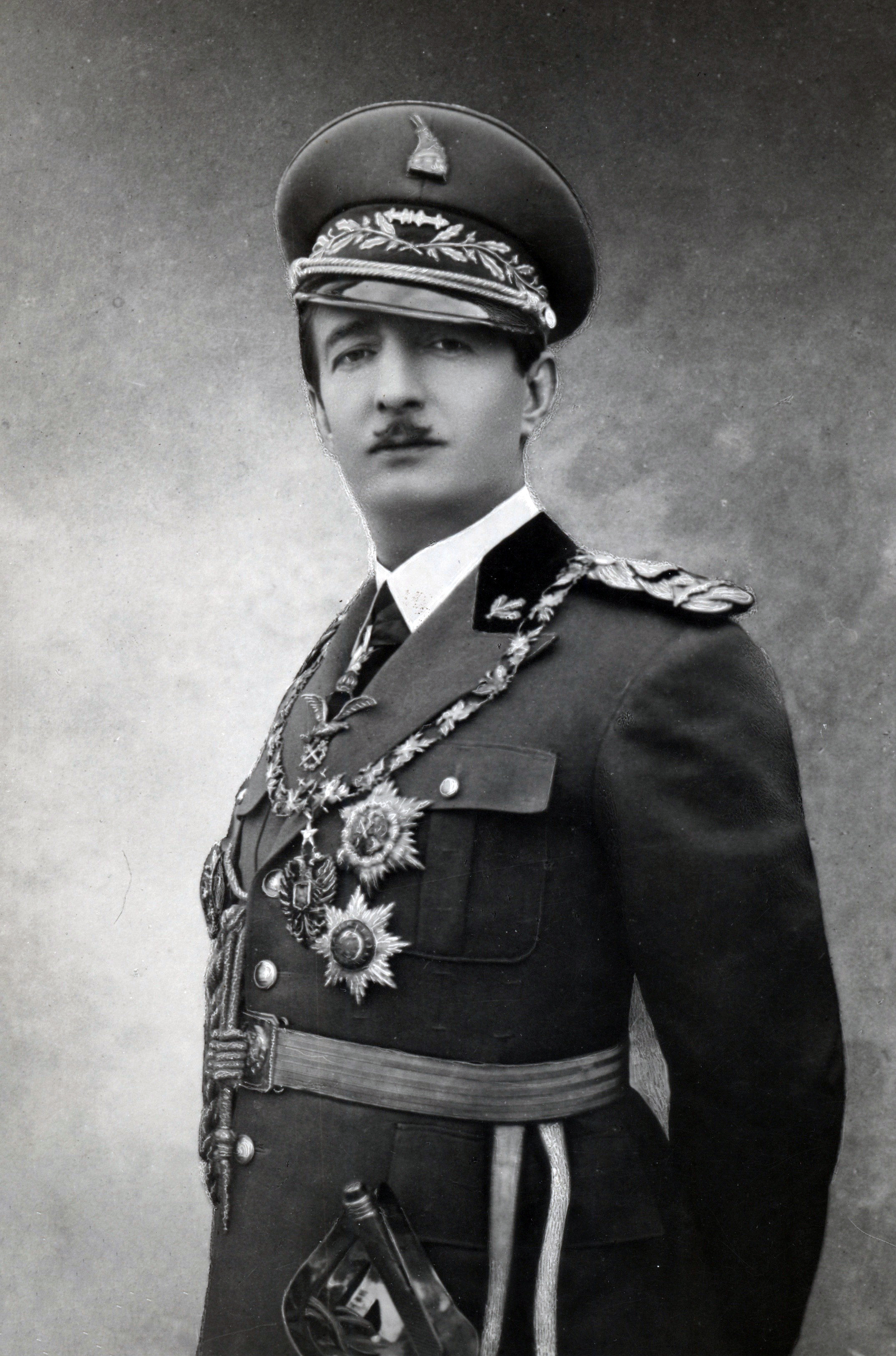
佐格一世

阿爾巴尼亞在戰略上對義大利非常重要，義大利的海軍戰略家視夫羅勒港及在夫羅勒灣入口處的薩贊島對義大利非常重要，因為它們可令義大利控制亞得里亞海之入口處，加上阿爾巴尼亞能給予義大利在巴爾幹半島建立橋頭堡，在第一次世界大戰前義大利與奧匈帝國已經爭奪要建立一個獨立的阿爾巴尼亞國家，戰爭爆發後，義大利把握時機佔領阿爾巴尼亞南部以避免該地被奧地利人佔領，但這個成功維持不久，由於戰時內部問題、阿爾巴尼亞人的反抗及來自當時美國總統伍德羅·威爾遜的壓力，義大利被迫在1920年撤出該地。
當墨索里尼統治義大利時，他將目光轉向阿爾巴尼亞，從1925年起義大利開始干預阿爾巴尼亞的經濟，當時阿爾巴尼亞同意義大利開採其礦藏，跟著在1926年的《第一次地拉那條約》及1927年的《第二次地拉那條約》中，義大利與阿爾巴尼亞建立了一個防衛同盟，阿爾巴尼亞政府及經濟由義大利的貸款支持，阿爾巴尼亞軍隊由義大利的軍事督導員負責訓練，及鼓勵建立義大利的殖民地租界，雖然義大利有巨大的影響力，佐格一世拒絕完全屈服於義大利的壓力之下，1931年，他公開勇敢地面對義大利人，拒絕重新訂定1926年之地拉那條約，當阿爾巴尼亞在1934年與南斯拉夫王國及希臘王國簽署貿易協議時，墨索里尼嘗試派出一隊戰艦艦隊以威嚇阿爾巴尼亞人，但最終失敗。
當德國吞併奧地利及出兵吞併捷克斯洛伐克後，義大利看到自己已經成為鋼鐵條約中的次要成員，當阿道夫·希特勒在沒有預先知會墨索里尼而入侵捷克後（1939年3月15日），義大利獨裁者決定執行併吞阿爾巴尼亞的行動，義大利國王维托里奥·埃馬努埃莱三世批評併吞阿爾巴尼亞的計劃冒不必要的風險，但是羅馬當局卻在1939年3月25日向地拉那政府發出最後通諜，要求同意由義大利佔領阿爾巴尼亞，佐格一世拒絕接受金錢以換取他同意義大利佔領阿爾巴尼亞及將其變成義大利的殖民地。

## 入侵
4月7日墨索里尼的義大利軍隊入侵阿爾巴尼亞，行動由阿爾弗雷多·古佐尼任總指揮，入侵部隊分成3個集團連續相繼地登陸，最重要是第1集團，分成四個縱隊，每縱隊均有指定的港口及內陸目標作為進攻目標，雖然有一些頑強的抵抗，特別在都拉斯，義大利人與阿爾巴尼亞人短暫戰鬥，都拉斯在4月7日被佔領，地拉那在翌日、斯庫台及吉諾卡斯特在4月9日及幾乎整個國家在4月10日被佔領。
由於不願意為義大利的傀儡，佐格一世、其妻子格拉爾迪內和他們的嬰兒萊卡飛往希臘及最終到達倫敦，4月12日阿爾巴尼亞國會投票通過廢黜佐格一世，由義大利國王維托里奥·埃馬努埃莱三世出任阿爾巴尼亞國王，與義大利形成君合國關係，阿爾巴尼亞國會選出阿爾巴尼亞最大地主谢费克特·维拉茨為首相，维拉茨同時亦任阿爾巴尼亞代理元首5天直至維托里奥·埃馬努埃莱三世在羅馬奎里納雷宮接受登基為阿爾巴尼亞國王。

## 總結

被義大利佔領下的阿爾巴尼亞國旗

1939年4月15日阿爾巴尼亞退出國際聯盟，而義大利早已在1937年退出，1939年6月3日阿爾巴尼亞外交部與義大利外交部合併，而前阿爾巴尼亞外長被任命為義大利駐外大使，阿爾巴尼亞軍隊由義大利指揮官指揮及在1940年合併入義大利軍隊，加上義大利黑衫隊組成4支阿爾巴尼亞民兵部隊，最初招募居住在阿爾巴尼亞的義大利人，後來亦招募阿爾巴尼亞人，阿爾巴尼亞在1940年6月10日跟隨義大利義英國及法國宣戰，它亦在1940年10月作為義大利入侵希臘的基地，而阿爾巴尼亞軍隊亦有參與進攻希臘之行動，在行動中國家的南部曾被希臘軍隊短暫佔領，但當德國在1941年4月干預後義大利反敗為勝，阿爾巴尼亞的領土在1941年5月因佔領科索沃、部份黑山及發達河省而大幅擴大，從而形成大阿爾巴尼亞，但是希臘的伊庇鲁斯部分地區，雖然被阿爾巴尼亞軍隊攻佔，但不是由阿爾巴尼亞統治，而只是由阿爾巴尼亞最高指揮官適當的控制當地，當義大利在1943年9月脫離軸心國時，德意志國防軍經過一個短暫行動後立即佔領阿爾巴尼亞，期間只遇到輕微抵抗。
在第二次世界大戰期間，一些阿爾巴尼亞民族主義者，包括共產黨員攻擊義大利人（1942年秋季後）及德國人，到1944年10月德軍由於被蘇聯紅軍打敗、羅馬尼亞王國被苏軍擊潰占領全境及保加利亞王國投降倒戈蘇聯而從巴爾幹南部撤退，當德軍撤退後由南斯拉夫指揮及由西方供應武器的共產黨遊擊隊壓垮民族主義者的抵抗及南斯拉夫領導者的支配，阿爾巴尼亞勞動黨的恩維爾·霍查變成了國家的領袖。

## 附錄
1. ↑  Fischer, B. J: Albania at War, 1939-1945, page 5. Hurst, 1999
2. ↑  .   [2008-04-02]. （原始内容存档于2011-08-07）.
3. 1 2  .   [2008-04-02]. （原始内容存档于2011-08-07）.
4. ↑  Fischer, B. J: Albania at War, 1939-1945, page 7. Hurst, 1999
5. ↑  .   [2008-04-02]. （原始内容存档于2011-08-07）.
6. ↑  .   [2008-04-02]. （原始内容存档于2011-08-07）.
7. ↑  Fischer, B. J: Albania at War, 1939-1945, page 36. Hurst, 1999
8. ↑  Fischer, B. J: Albania at War, 1939-1945, page 189. Hurst, 1999
9. ↑  Fischer, B. J: Albania at war, 1939-1945, page 223. Hurst, 1999
10. ↑  .   [2008-04-02]. （原始内容存档于2011-08-07）.

## 外部連結
- Comando Supremo: Invasion of Albania (1939) - Italian Order of battle
- WW2DB: Invasion of Albania （页面存档备份，存于）